# 1999 en sport automobile
Chronologie du Sport automobile
1998 en sport automobile - 1999 en sport automobile - 2000 en sport automobile

## Les faits marquants de l'année1999enSport automobile
- Mika Häkkinen remporte le Championnat du monde de Formule 1 au volant d'une McLaren-Mercedes.

- Tommi Mäkinen champion du monde des rallyes sur une Mitsubishi.

## Par mois

### Janvier
- 13 janvier : les concurrents du Dakar 1999 (Total Granada Dakar) sont victimes d'une embuscade. Un commando les braque en Mauritanie. Une moto, trois quads, douze voitures et sept camions sont stoppés, les pilotes et copilotes fouillés et dépouillés de leurs argent et papiers. Quatre voitures, trois camions et une moto sont « saisis » par les pillards qui vidangent les réservoirs des autres véhicules avant de prendre la fuite. Personne n'est blessé.

### Mars
- 7 mars, (Formule 1) : Grand Prix automobile d'Australie.

### Avril
- 11 avril (Formule 1) : Grand Prix automobile du Brésil.

### Mai
- 2 mai (Formule 1) : Grand Prix automobile de Saint-Marin.
- 16 mai : Grand Prix automobile de Monaco.
- 30 mai (Formule 1) : Grand Prix automobile d'Espagne.

### Juin
- 12 juin : départ de la soixante-septième édition des 24 Heures du Mans.
- 13 juin : BMW remporte, sur le circuit de la Sarthe, la 67e édition des 24 Heures du Mans, avec les pilotes Joachim Winkelhock, Pierluigi Martini et Yannick Dalmas.
- 13 juin (Formule 1) : Grand Prix automobile du Canada.
- 27 juin (Formule 1) : le pilote allemand Heinz-Harald Frentzen remporte le Grand Prix automobile de France sur une Jordan-Mugen-Honda.

### Juillet
- 11 juillet (Formule 1) : Grand Prix automobile de Grande-Bretagne.
- 25 juillet (Formule 1) : Grand Prix automobile d'Autriche.

### Août
- 1er août (Formule 1) : Grand Prix automobile d'Allemagne.
- 15 août (Formule 1) : Grand Prix automobile de Hongrie.
- 29 août (Formule 1) : Grand Prix automobile de Belgique.

### Septembre
- 12 septembre (Formule 1) : Grand Prix automobile d'Italie.
- 26 septembre (Formule 1) : Grand Prix automobile d'Europe.

### Octobre
- 17 octobre (Formule 1) : Grand Prix automobile de Malaisie.
- 31 octobre (Formule 1) : Grand Prix automobile du Japon.

## Naissances
- 13 novembre : Lando Norris, pilote automobile britannique.

## Décès
- 3 janvier : Charles W. "Chuck" Parsons, pilote automobile américain,  (° 6 février 1924).
- 16 février : Jacques Cornet, pilote français de raids automobiles (° ????)
- 19 février : Georg Meier, Pilote automobile et moto allemand.  (° 9 novembre 1910).

- 1er mai :  Brian Shawe-Taylor, pilote anglais de course automobile, (° 29 janvier 1915).
- 31 mai : Don Biederman pilote de stock-car canadien, (° 26 février 1940).

- 24 août : Roberto Bussinello, 71 ans, pilote automobile italien, (° 4 octobre 1927).
- 11 septembre : Gonzalo Rodríguez, pilote automobile uruguayen. (° 22 janvier 1972).
- 5 décembre : Claude Ballot-Léna, pilote de course automobile français, (° 7 mars 1936)